# Adolfo Altamirano Castillo
Adolfo Altamirano Castillo (Estelí, Nicaragua, 1871 † Managua, Nicaragua, 7 de mayo de 1906) fue un político, estadista y diplomático nicaragüense, representante del liberalismo del Gral. Zelaya, forjador y firmante de "La Libérrima".

## Datos biográficos
Nació en la ciudad de Estelí en 1871, hijo del doctor Rafael Altamirano y doña Rosa Castillo Molina. 
Estudio primaria en su ciudad natal y la secundaria en la ciudad de Granada, en esta misma ciudad estudio en la Escuela de Derecho de la Universidad de Oriente y Mediodía.
En los inicios de la Revolución Liberal de 1893 fungió como diputado del departamento de Estelí, fue dos veces Magistrado de la Corte Suprema de Justicia de Nicaragua (1894 y 1902). 
Oponiéndose a la reelección del Presidente Zelaya rompe todo vínculo con esta fuerza política (1896), trasladándose a Guatemala, algunos años más tarde, hizo pacto con Zelaya y regresó a Nicaragua.
En 1902 organizó una junta para estudiar el caso del Canal Interoceánico. En mayo de ese año le nombraron Director del Colegio de Varones de Managua, junto al Dr. Julián Irías. 
Por la voladura del "Cuartel Principal de Managua" lo nombraron Auditor de Guerra (16 de abril de 1902) para el llamado  "caso Castro-Guandique", en alusión a dos altos oficiales del Ejército nicaragüense, el general conservador Filiberto Castro y el coronel Anacleto Guandique, de origen salvadoreño.
Fue nombrado Ministro Extraordinario y Penitenciario (1903) ante el gobierno de El Salvador, posteriormente se desempeñó en el cargo de Ministro de Gobernación y Justicia. Al año siguiente fue nombrado Ministro de Relaciones Exteriores e Instrucción Pública de Nicaragua (1904).
En la emisión de la Constitución de la Nación el 30 de marzo de 1905, firmó después del Presidente como Ministro de Gobernación, de Policía, de Justicia, de Beneficencia, de Relaciones Exteriores y de Instrucción Pública. 
El 19 de abril de 1905 firmó con Inglaterra el Tratado Altamirano-Harrison, en el que se reincorporaba la Mosquitia a Nicaragua.

## Muerte
Adolfo Altamirano Castillo murió inesperadamente el 7 de mayo de 1906. A su muerte se decretaron ocho días de Duelo Nacional. Fue enterrado en el Cementerio San Pedro de Managua con honores militares, posteriormente se trasladaron sus restos al Cementerio General de Managua.

### Hijos del tiempo
Junto con Julián Irías Sandres, es protagonista de la novela histórica "Hijos del tiempo" escrita por el doctor José Rizo Castellón, exvicepresidente de la República de Nicaragua. La amistad y la rivalidad los unieron, hasta que la muerte de Altamirano a manos de Irías el 7 de mayo de 1906 sembró la separación definitiva.